# Canção de Antioquia

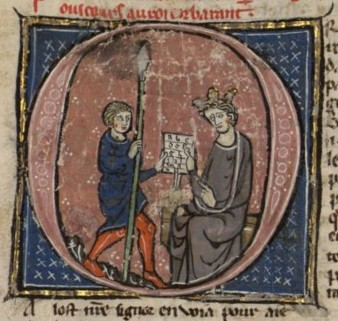
Balduíno e o Mensageiro

A Canção de Antioquia é uma canção de gesta do século XII, em francês antigo, que relata os acontecimentos em torno da conquista de Antioquia pelos cruzados em 1098 durante a primeira cruzada. É a mais antiga canção do Ciclo das Cruzadas.
Tem 9 000 versos em estrofes. Descreve a pregação da primeira cruzada, os preparativos, as despedidas chorosas, a chegada a Constantinopla e o cerco de Antioquia.
A versão original (perdida) foi composta por uma testemunha ocular, Richard le Pèlerin, um jogral francês do norte da França ou um flamengo, que teria começado a escrever durante o cerco, que durou oito meses. O texto foi traduzido para occitano e concluído por Grégori Bechada por volta de 1125 e para latim por Alberto de Aquisgrão por volta de 1120.

## Edições on-line
- em documentos catholica omnia
- na Gallica
- em remacle.org (em francês moderno)